# Veilchenastrild
Der Veilchenastrild (Granatina ianthinogaster, Syn.: Uraeginthus ianthinogaster), auch Veilchenbauchastrild, Purpurgranatastrild oder Blaubäuchiger Granatastrild genannt, ist eine ostafrikanische Art aus der Familie der Prachtfinken.
In älterer Literatur und auf Avibase sind neben der Nominatform außerdem vier Unterarten für den Veilchenastrild beschrieben. Die große individuelle Variation innerhalb der verschiedenen Populationen macht die Abgrenzung gut begründeter taxonomischer Einheiten jedoch äußerst schwierig.

## Merkmale

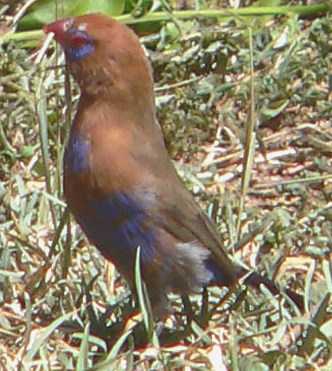

Veilchenastrilde erreichen eine Körperlänge von etwa 13,5 Zentimeter. Das Männchen ist oberseits großteils rötlich braun gefärbt. Dabei heben sich vor allem der hintere Kopf, der Hinterhals und die Halsseiten durch ihre rotbraune bis rostfarbene Färbung vom übrigen Gefieder ab. Der Schwanz ist schwarz. Die Oberschwanzdecken sind sattblau. Der Bürzel, der Bauch und die Gesichtszeichnung sind blau und die Augenringe rot.
Beim Weibchen ist der Rücken braun, die Unterseite heller gefärbt. Die Brust ist gelbbraun getupft. Der Schwanz ist blau. Über und unter dem Auge befindet sich ein hellblauer Strich. Anders als beim Männchen, ist der Lidrand nicht rot, sondern weißlich, blass-lila oder bläulich. Der Oberkopf, der Hinterhals und die Halsseiten sind blasser rotbraun als beim Männchen. Beide Geschlechter haben rote Schnäbel. Läufe und Füße sind schwärzlich.
Der Jungvogel hat einen dunklen, schwärzlichen Schnabel und ein Gefieder in warmen Brauntönen mit blauen Oberschwanzdecken. Der Schanz ist ansonsten schwarz. Wie beim Granatastrild mausern Jungvögel schon sehr früh ihr Kopfgefieder.
Im Flug ruft der Vogel leise und undeutlich. Wie der Dunkelrote Amarant verfügt der Veilchenastrild über einen trillernden Kontaktruf, der beim eng verwandten Granatastrild fehlt. Dagegen ist der Alarmruf dem des Granatastrilds sehr ähnlich. Veilchenastrilde verfügen außerdem über zwei sehr verschiedene Gesänge. Mit neun klangvollen, weit hörbaren Tönen rufen Veilchenastrilde nach dem abwesenden Partner. Der andere Gesang ist ein Trillergesang mit leise schwirrenden Tönen.

## Vorkommen und Lebensweise

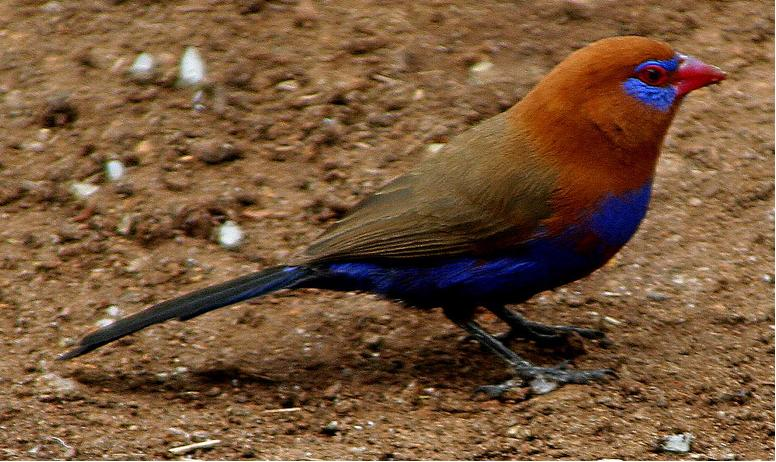

Der Veilchenastrild kommt in Ostafrika vom äußersten Südosten des Sudans über den Süden Äthiopiens und den Norden Somalias bis in den Nordosten Ugandas und über Kenia bis in das nordöstliche Tansania vor.
Der Veilchenastrild bewohnt aride Buschlandschaften, Savannen und lichte Wälder. In Somalia lebt er in Höhenlagen zwischen 900 und 1600 Meter über NN. In Kenia kommt der Veilchenastrild vor allem in Höhenlagen unter 2000 Meter vor. Er gilt als Standvogel.
Veilchenastrilde sind scheue Vögel, die sich in der Regel in der Nähe eines Unterschlupfs aufhalten. Sie leben meist in kleinen Schwärmen oder Familiengruppen, gelegentlich auch in Gemeinschaft mit anderen kleineren Körnerfressern.
Er ernährt sich von Grassamen sowie den Samen anderer krautartiger Pflanzen. Er frisst auch Knospen und Insekten, während der Brutzeit vor allem Termiten.

## Fortpflanzung
Die Fortpflanzungszeit variiert in Abhängigkeit vom Verbreitungsgebiet. In Somalia fällt sie beispielsweise in den Monat Juni. In Tansania brüten Veilchenastrilde dagegen in der Zeit von Dezember bis Februar.
Wie die anderen Blauastrilde zeigen Veilchenastrilde eine Halmbalz. Sie wird meist auf dem Boden ausgeführt. Dem Männchen obliegt die Hauptverantwortung für den Bau des Nestes. Beide Geschlechter sind jedoch am Bau des Nestes beteiligt. Auffällig ist, dass das Männchen auch nach der Fertigstellung des Nestes noch weiterhin Federn einträgt. Das kugelförmige Nest mit Seiteneingang wird in einem niedrigen Busch oder Baum aus Grashalmen und anderen pflanzlichen Materialien gebaut und dick mit Federn ausgepolstert.
Beide Elternteile, vor allem jedoch das Weibchen, bebrüten die drei bis fünf Eier etwa zwei Wochen lang. Gemeinsam füttern sie die Küken. Die Nahrung der Jungvögel besteht zunächst aus weichen Insekten, dann aus weichen Samen. Noch vor dem Ausfliegen mit etwa drei Wochen wird die Kost auf härtere, reife Samen umgestellt.
Der Brutparasit des Veilchenastrilds ist die Strohwitwe.

## Haltung
Veilchenastrilde wurden bereits 1928 und 1933 nach Deutschland und England importiert, jedoch sind sie erst seit den 1960er Jahren regelmäßig im Vogelhandel erhältlich. Die Erstzucht gelang 1957 in England. Nachzuchten sind jedoch nach wie vor verhältnismäßig selten. Als territoriale Art können die Männchen während der Brutzeit aggressiv werden. Sie können daher nur außerhalb der Fortpflanzungszeit in einer Gesellschaftsvoliere gehalten werden.

## Belege